# جيل (الحيمة الخارجية)

تعديل مصدري - تعديل

جيل هي إحدى قرى عزلة يادع بمديرية الحيمة الخارجية التابعة لمحافظة صنعاء، بلغ تعداد سكانها 298 نسمة حسب تعداد اليمن لعام 2004.